# Sistema directe de transliteració de l'alfabet búlgar
El Sistema directe de transliteració de l'alfabet búlgar (Обтекаема система en búlgar) va ser creat per Liubomir Ivànov a l'Institut de les matemàtiques i de la informàtica en l'Acadèmia de Ciències de Bulgària el 1995 per a la Comissió Búlgara per als Topònims Antàrtics. El sistema va ser adoptat oficialment pel govern en 2000 i 2006, i es va convertir en la base de la Llei búlgara de la transliteració en 2009:
| А A | Б B | В V  | Г G  | Д D  | Е E   | Ж ZH | З Z | И I  | Й Y  |
| К K | Л L | М M  | Н N  | О O  | П P   | Р R  | С S | Т T  | У U  |
| Ф F | Х H | Ц TS | Ч CH | Ш SH | Щ SHT | Ъ A  | Ь Y | Ю YU | Я YA |

El Sistema directe és similar al sistema de BGN/PCGN de 1952 per a la romanització del búlgar, que és oficial als Estats Units i el Regne Unit. No obstant això, el segon sistema transcriu les lletres ciríl·liques Х, Ь i Ъ com KH, ’ (apòstrof) i Ŭ, mentre que el primer sistema utilitza H, Y i A per a aquest propòsit.
Es va adoptar el sistema directe també per l'ONU el 2012, i per a l'ús oficial dels EUA i el Regne Unit en 2013. Ivànov suggereix utilitzar el seu acostament a la transliteració també per a altres alfabets ciríl·lic, en particular l'alfabet rus.

## Il·lustració
Exemple (L'article 1r. de la Declaració Universal dels Drets Humans):
| Всички хора се раждат свободни и равни по достойнство и права. Те са надарени с разум и съвест и следва да се отнасят помежду си в дух на братство. |  | Vsichki hora se razhdat svobodni i ravni po dostoynstvo i prava. Te sa nadareni s razum i savest i sledva da se otnasyat pomezhdu si v duh na bratstvo. |